# Norris Stephen Falla
Norris Stephen Falla, novozelandski general in poslovnež, * 3. maj 1883, † 6. november 1945.